# مرسی (فیلم ۲۰۱۷)
روزهای من با مرسی (انگلیسی: My Days of Mercy) یک فیلم در ژانر درام رمانتیک به کارگردانی تالی شالوم ازر و محصول سال ۲۰۱۷ آمریکا و انگلستان است. فیلم‌نامه این فیلم توسط جو بارتون نوشته شده‌است. کیت مارا و الن پیج ستارگان اصلی فیلم هستند. این دو به غیر از بازی در نقش اصلی، تهیه‌کنندگان فیلم نیز هستند. ایمی سایمتز، برایان گراتی و الیاس کوتیاس از دیگر بازیگران فیلم هستند. 
فیلم داستان دختری به نام لوسی (پیج) را دنبال می‌کند که در حساس‌ترین مراحل زندگی خانوادگی خود عاشق دختری به نام مرسی (مارا) می‌شود که او را با چالش‌هایی جدید با خانواده مواجه می‌کند.
مرسی نخستین بار در تاریخ ۸ سپتامبر ۲۰۱۷ در جشنواره بین‌المللی فیلم تورنتو به روی پرده رفت. اکران فیلم به دلایل مختلف عقب افتاد و با نزدیک به دو سال تأخیر در تاریخ ۵ آوریل ۲۰۱۹ توسط لاینزگیت فیلمز اکران شد. فیلم با تحسین منتقدان همراه بود و در زمینه اجرای پیج و مارا مورد تحسین قرار گرفت.